# Салме (општина)
Општина Салме (ест. Salme vald) рурална је општина у југозападном делу округа Сарема на западу Естоније.
Општина обухвата југозападни део острва Сареме и заузима територију површине 115,07 km2. Граничи се са општинама Лане-Саре на северу и Торгу на југу.
Према статистичким подацима из јануара 2016. на територији општине живело је 1.195 становника, или у просеку око 10,4 становника по квадратном километру.
Административни центар општине налази се у селу Салме у ком живи око 550 становника. 
На територији општине налази се 25 села. 